# お兄ちゃんの選択
『お兄ちゃんの選択』（おにいちゃんのせんたく）は、1994年10月9日から12月25日まで、TBS系列の「東芝日曜劇場」枠で放送されたテレビドラマ。主役の小暮修司役には当初渡辺謙が予定されていたが、急性骨髄性白血病の再発のため降板。

## キャスト
- 小暮修司：陣内孝則

小暮家の長男。千香子との結婚の為にマンションを購入するが、さまざまな問題に直面。優柔不断な面はあるが、心優しい性格。
- 松本千香子：紺野美沙子

松本家の長女で修司の婚約者。
- 小暮洋子：井森美幸

小暮家の長女。戸倉との交際が破綻と同時に妊娠判明。未婚での出産を決意するが、経済的に困窮し修司のマンションへ転がり込んでしまう。
- 小暮泉：志村東吾

小暮家の次男。ややチャランポランな面が見られ、弟子入りした大工の棟梁と喧嘩をして辞めさせられるなどのトラブルを起こしたことがあるが、根は素直で家族思い。
- 島村友加里：粟田麗
- 戸倉和彦：鶴見辰吾

政略結婚の為、妊娠中の洋子に別れを切り出す。見合いが破綻し、出世の道が絶たれた頃、洋子に復縁を申し出て、修司に罵倒される。
- 田中悟郎：織本順吉
- 高島一郎：矢崎滋
- 松本早苗：吉行和子

千香子の母。華道の師範。
- 小暮静子：久我美子

修司らの母。
- 小暮良輔：小林桂樹

修司らの父。のちに家を売り出し、周囲を驚かせる。

## 主題歌
- 「君の声が聞きたい」城之内ミサ

## スタッフ
- 脚本：清水有生
- 音楽：城之内ミサ
- プロデュース：柳井満
- 演出：清弘誠、柳井満、荒井光明

## サブタイトル
|        | サブタイトル       | 演出     | 視聴率 |
| ------ | ------------------ | -------- | ------ |
| 第1回  | (サブタイトルなし) | 清弘誠   | 11.4%  |
| 第2回  | (サブタイトルなし) | 清弘誠   | 10.6%  |
| 第3回  | (サブタイトルなし) | 柳井満   | 9.3%   |
| 第4回  | (サブタイトルなし) | 柳井満   | 9.6%   |
| 第5回  | 娘と密会           | 清弘誠   | 13.5%  |
| 第6回  | おやじの女         | 清弘誠   | 11.1%  |
| 第7回  | 女が2人?           | 荒井光明 | 13.7%  |
| 第8回  | 安産の御守         | 柳井満   | 11.3%  |
| 第9回  | 海外転勤           | 清弘誠   | 11.3%  |
| 第10回 | 突然の破局         | 清弘誠   | 9.2%   |
| 第11回 | 一筋の光           | 柳井満   | 11.1%  |
| 最終回 | みんなの春         | 清弘誠   | 14.1%  |